# Gongrodiscus
Gongrodiscus es un género con tres especies de plantas de flores perteneciente a la familia Sapindaceae. 

## Especies seleccionadas
- Gongrodiscus bilocularis
- Gongrodiscus parvifolius
- Gongrodiscus sufferrugineus